# Dysschema gaumeri
Dysschema gaumeri là một loài bướm đêm thuộc phân họ Arctiinae, họ Erebidae.